# Марфин, Борис Алексеевич
Борис Алексеевич Марфин (18 августа 1922, Моршагино, Петроградская губерния — 2 декабря 2000, Москва) — конструктор вооружений, лауреат Государственной премии СССР.

## Биография
Родился 18 августа 1922 года в деревне Моршагино Новоладожского уезда Петроградской губернии.
С 27 марта 1941 по 22 декабря 1958 года служил в РККА, участник войны; инженер-полковник.
Окончил Ленинградскую Краснознаменную военно-воздушную инженерную академию имени А. Ф. Можайского (1951).
С 1951 по 2000 год работал в КБ-1 (ГСКБ «Алмаз−Антей»): старший инженер, ведущий инженер, заместитель начальника лаборатории, начальник лаборатории, заместитель начальника СКВ − заместитель главного конструктора направления.
Руководил разработкой радиолокационной аппаратуры для систем С-25, С-75, С-200, С-300.
Принимал участие в разработке бортовой радиоаппаратуры для систем С-75, С-200, С-200ВЭ от этапа эскизного проектирования до испытаний и внедрения в производство.
С 1970 года − технический руководитель разработки бортовой аппаратуры управления и головки самонаведения ракеты системы С-300.
Умер в Москве 02.12.2000 г.

## Награды
- орден Ленина,
- орден Октябрьской Революции,
- орден Отечественной войны II степени (28.7.1972)[3]
- орден Красной Звезды (30.12.1956)[4]
- медали, в том числе:
  - «За победу над Германией»[5]
  - «За победу над Японией»[6]
  - «За боевые заслуги» (17.5.1951)[7]
  - Медаль «За доблестный труд в Великой Отечественной войне 1941—1945 гг.» (1945)[8]
- Государственной премия СССР (1970),
- Почётный радист СССР.